# Lago Ndutu
Il lago Ndutu è un lago stagionale alcalino nella parte meridionale del Serengeti, adiacente al lago Masek e alla gola di Olduvai, all'interno dell'area di conservazione di Ngorongoro.

## Descrizione
Il lago è noto per trovarsi nel percorso della cosiddetta grande migrazione stagionale che interessa la grande fauna selvatica di questa regione africana.

## Sito archeologico
Sulla riva occidentale del lago sono stati trovati resti della presenza di ominidi, tra cui il teschio Ndutu attribuito alla specie Homo heidelbergensis.
Il sito di scavo aveva una superficie di circa 140 m2 e presentava in superficie notevoli quantità di materiale litico e fossili animali; il cranio di Ndutu è stato trovato al primo piano occupazionale del sito. Gli scavi  hanno rinvenuto circa 270 materiali litici, di cui 20 classificati come manufatti litici. Gli utensili erano principalmente sferoidi e martelli.